# Journal of Marriage and Family
Journal of Marriage and Family – recenzowane czasopismo naukowe zawierające artykuły z dziedziny nauk o rodzinie. Jest wydawane przez Wiley-Blackwell w imieniu National Council on Family Relations.
Czasopismo zostało założone w 1939 roku pod nazwą „Living”. W 1941 roku zmieniło nazwę na „Marriage and Family Living”, a od 1964 roku jest wydawane jako „Journal of Marriage and Family”.
Ukazuje się 5 razy w roku i jest wiodącym czasopismem w swojej dziedzinie. Każde wydanie liczy średnio 284 strony. Jego średni nakład wynosi ponad 6200 egzemplarzy. Do redakcji wysyłanych jest średnio ponad 700 manuskryptów rocznie, z czego około 15% jest publikowanych po co najmniej jednej poprawce.
Na łamach periodyku publikowane są prace teoretyczne, oryginalne, przeglądowe, interpretacyjne, zwięzłe raporty i krytyczne omówienia, dotyczące małżeństwa, bliskich relacji i rodziny. Autorzy artykułów są specjalistami z różnych dziedzin nauki, takich jak: antropologia, ekonomia, socjologia, historia, demografia, psychologia, rozwój człowieka i nauki o rodzinie.
„Journal of Marriage and Family” jest najczęściej cytowanym czasopismem w swojej dziedzinie. Impact factor periodyku za rok 2015 wyniósł 1,873, co uplasowało go na:
- 9. miejscu spośród 43 periodyków w kategorii „nauki o rodzinie”,
- 21. miejscu wśród 142 czasopism w kategorii „socjologia”.

Na polskiej liście czasopism punktowanych przez Ministerstwo Nauki i Szkolnictwa Wyższego z 2015 roku „Journal of Marriage and Family” przyznano 45 punktów.